# Armando Trasarti
Armando Trasarti (ur. 16 lutego 1948 w Campofilone) – włoski duchowny katolicki, biskup Fano-Fossombrone-Cagli-Pergola w latach 2007–2023.

## Życiorys
Święcenia kapłańskie otrzymał 1 listopada 1974 i został inkardynowany do archidiecezji Fermo. Przez wiele lat pracował jako duszpasterz parafialny, od 2001 był rektorem archikatedry w Fermo. Był także m.in. przewodniczącym dzieł religijnych w archidiecezji oraz wikariuszem generalnym.
21 lipca 2007 papież Benedykt XVI mianował go ordynariuszem diecezji Fano-Fossombrone-Cagli-Pergola. Sakry biskupiej udzielił mu 7 października 2007 w katedrze w Fermo arcybiskup Luigi Conti. Ingres odbył się 21 października 2007.
3 maja 2023 papież Franciszek przyjął jego rezygnację z urzędu biskupa diecezjalnego.